# Інґриш

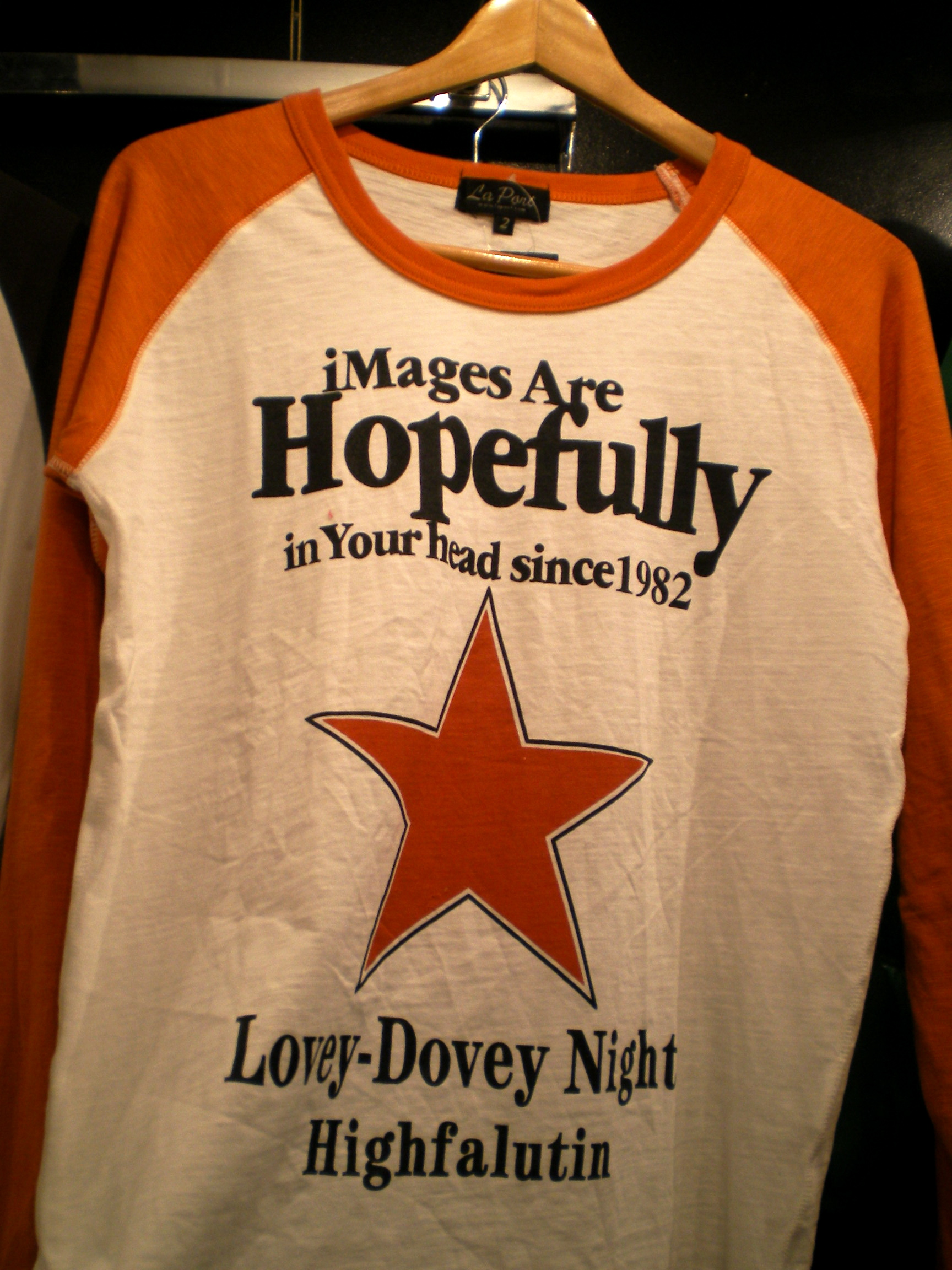
Довгорукавка у Кіото (2008 рік). Текст англійською присутній як модна прикраса, але не має якогось зрозумілого змісту англійською мовою.

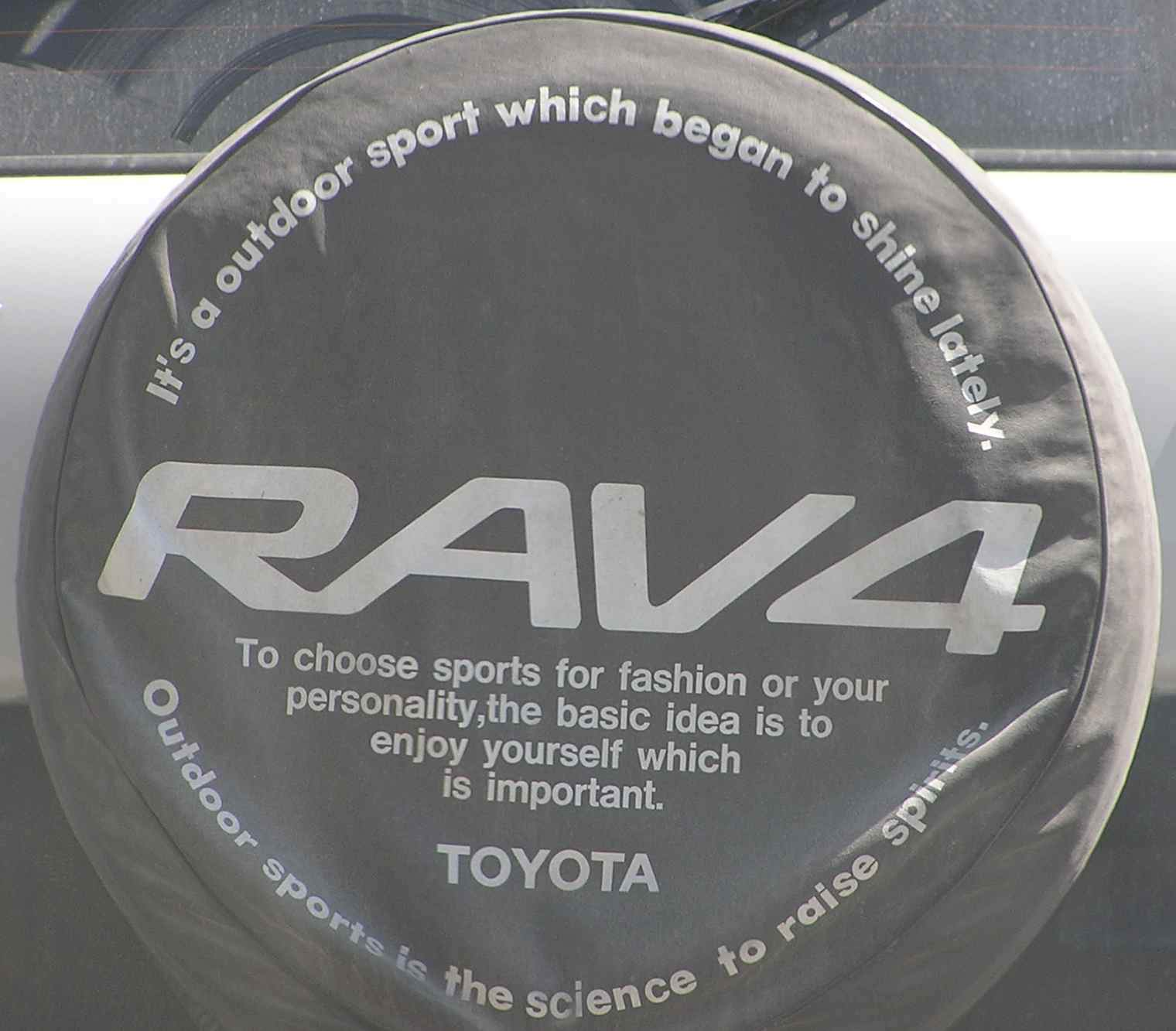
Приклад японського використання англійської мови з естетичних та маркетингових міркувань на запасному колесові фірми Тойота.

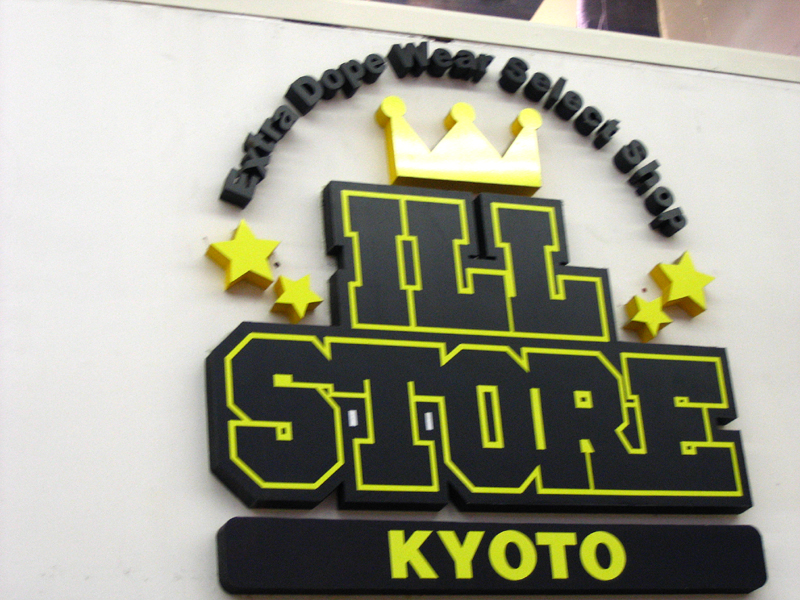
Вивіска крамниці у Кіото.

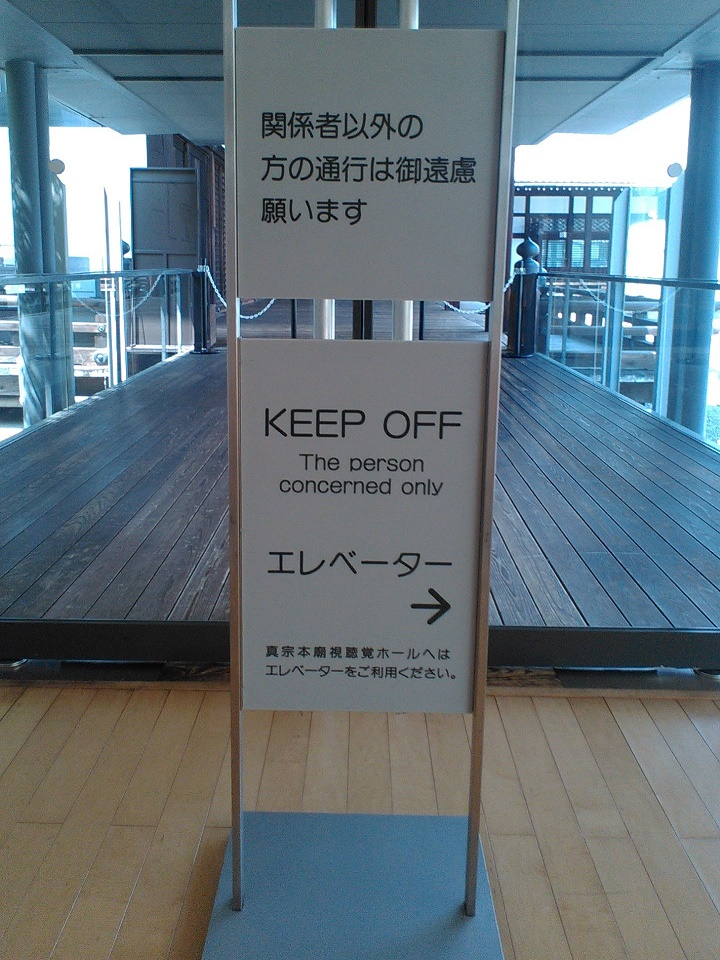
Знак «лише для персоналу» у храмові Хіґасі Хонґандзі в Кіото, Японія

Інґриш або Engrish (яп. イングリッシュ Ingurisshu) — сленговий термін, який означає неправильне застосування або зіпсування англійської мови носіями азійських мов. Сам термін Ingrish (від English, «англійська мова») походить від тенденції японських мовців до зсуву вимови англійської фонеми "л" до японського звуку, ближчого до "р", внаслідок наявності в японській мові лише одного плавного голосного, який усталено латинізується за допомогою літери R. Родинний термін «васей-ейґо» належить до псевдоангліцизмів, які ввійшли до повсякденної японської мови.
У той час коли термін може відсилатися до розмовної англійської, здебільшого він використовується для характеризування написаної англійської. У Японії часто додають текст англійською задля престижності — він часто додається для надання відчуття міжнародності, аніж для читання носіями англійської мови, тому часто такі тексти можуть не мати сенсу або бути граматично неправильними.
Інґриш можна знайти у багатьох місцях, включаючи знаки, меню та рекламні оголошення. Такі терміни як: Джапенґліш, Джапліш або Джанґліш для Японії, Конґліш для Кореї, і Чинґліш для Китаю є точнішими термінами Інґришу.

## Початки явища
Існують два фактори, які сприяють японському Інґришові. Перший — дві мови мають різні граматичні правила: порядок слів японської мови, часте нехтування підметами у японській, відсутність артиклів, майже повна відсутність послідовних приголосних звуків, а також труднощі вирізняння звуків /l/ та /r/ або /θ/ і /s/. Усе це сприяє до серйозних проблем ефективного використовування стандартної англійської мови. Достоту, японці мають тенденцію посідати останні місця на міжнародних тестах з англійської.
Другий — англійська часто використовується з естетичних, а не практичних міркувань, тобто, не для розуміння іноземцями. Це  спосіб здатися «розумним, витонченим і сучасним», подібне до використання японської та інших азійських мов на Заході. Більшість місцевих не помічають помилок у написах англійською, тож і не виникає прагнення перевіряти орфографію та граматику речення.

## Інше можливе започатковування
Англійської навчають у японських школах приділяючи увагу написанню та граматиці над говорінням. Написання слово навчають використовуючи ромадзі (латинську абетку); проте, правильну вимову літер ромадзі не навчають. Вимовляння слів навчають застосовуючи абетку катакана. Катакана є писемністю складового письма, як і хіраґана, яка використовується для передачі іноземних слів (не лише англійської мови, а й німецької, французької та ін.). Катакану використовують у повсякденні для багатьох іноземних слів, які використовуються з японською мовою («Ґайрайґо»).
Обмеження катакана включають однакову передачу звуків [r] та [l]; і схожу передачу звуків [f] та [h], які відображаються одним знаком. Ба більше, через те, що катакана складається зі складів, а не з окремих літер, то вона зазвичай включає голосні звуки, які не мають промовлятися у катакано-англійському слові, але зазвичай промовляються. І навпаки, м'які літери ігноруються.
Наприклад, англійське слово «start» [старт], використовують посилаючись на перегони, катаканою записується як スタート (su-tā-to) [сутаато]. Обмежена природа катакани, яка складається зі складів спричиняє Інґришову вимову. Для уникнення цього, необхідно вивчати англійську, послуговуючись латинською абеткою. Багато японців вміють правильно писати англійською, проте не впевнені у власних розмовних навичках через вищезазначену проблему[джерело?].

## У популярній культурі
Зразки Інґришу, через погані переклади, часто знаходилися у багатьох ранніх відеоіграх створених у Японії, часто завдяки розробникам, які не мали достатньо (або не хотіли витрачати багато) грошей на якісні переклади.[джерело?] Один з відомих прикладів Інґришу у попкультурі є переклад відеогри Zero Wing, який дав життя феноменові All your base are belong to us, а згодом став й інтернет-мемом. Пародію на феномен зробили у Mario & Luigi: Superstar Saga,[джерело?] де персонаж Fawful розмовляє Інґришом. У японській версії Mario & Luigi: Bowser's Inside Story (де Fawful також з'являється як головний супротивник), у тих же підсеріях, персонаж Broque Monsieur також розмовляє Інґришом.[джерело?]
Неодноразово Інґриш з'являвся у мультфільмові South Park, у пісні «Let's Fighting Love», яку використали в епізодові «Good Times with Weapons», та яка пародіює погано перекладену заставну тему, а також від режисерів South Park у фільмові Team America: World Police, де зображений очільник Північної Кореї North Кім Чен Ір, що співає пісню «I'm so Ronery».
Британський модний бренд Superdry, реверсуючи пародію феномену, заснував стиль використання беззмістовного японського тексту, як 'Sunglasses company' (компанія «Протисонцеві окуляри») та 'membership certificate' (членський сертифікат) на одязі, який продається у Британії. Компанія пояснила знімальній групі японського телебачення, що левова частка перекладів отримана з використанням програм простого автоматичного перекладу, як Babelfish.
У фільмі Різдвяна історія 1983 року родина Паркерів відвідує китайський ресторан, де вони замовили їхню Різдвяну вечерю, і там працівники закладу Інґришем співали різдвяних колядок, на кшталт «Deck the harrs wis boughs of horry, fa ra ra ra ra ra ra ra ra» та «Jingre berrs, jingre berrs, jingre arr the way, oh what fun it is to ride in one-horse open sreigh!»

## Зовнішні ланки
- Engrish.com [Архівовано 14 листопада 2018 у Wayback Machine.] Приклади Інґришу з Японії, Китаю та інших країн
- fahruz.org (2003—2007) Зібрання Інґришу та його еквіваленти у французькій, німецькій та італійській (заархівлено на Wayback Machine 3 березня 2016)
- Large Engrish photo collection [Архівовано 25 січня 2018 у Wayback Machine.] на Weird Asia News
- EngrishCheck Instagram Світлини Інґришу з Японії
- Translation Party [Архівовано 6 листопада 2013 у Wayback Machine.] Вебсайт для демонстрації як губиться сенс у перекладі між англійською й японською